# Ван И (художник)
Ван И (кит. 王繹; род. 1333 г. — ум. после 1362 г.) — китайский художник.

## Биография
Сведения об этом художнике весьма скудны. Известно, что он происходил из Чжэцзяна, жил в Ханчжоу, занимался пейзажем и живописью фигур, особо специализируясь на портрете (историки искусства считают, что он был продолжателем сунской традиции портрета). Точная дата его смерти неизвестна. Из всего наследия Ван И сохранилось несколько живописных произведений, и небольшой трактат, посвящённый портретной живописи.
До XVII века, и даже позже, портрет рассматривался китайскими ценителями как чисто функциональное искусство, находящееся за пределами категорий «достойных утонченного взгляда». Такое отношение привело к тому, что до наших дней дошло очень мало старинных портретов — они не ценились, и не хранились. Серии императорских портретов находились в государственных хранилищах, но отношение к ним было примерно как к фотографиям, а не к ценным картинам. От эпохи Юань дошли два альбома портретов императоров этой монгольской династии. Однако о портретах, созданных за пределами двора и кругов духовенства эпохи Юань, сегодня имеется весьма смутное представление. Единственным примером такой живописи является «Портрет Ян Чжуси», созданный Ван И. На нем изображен учёный и поэт Ян Чжуси (Ян Цянь по прозвищу «Бамбук-запад»), прогуливающийся в одиночестве с посохом в просторной одежде и шапочке. Портрет был создан в кооперации с Ни Цзанем, который в 1363 году добавил к фигуре ученого, нарисованной Ван И, сосну и камни.

Ван И. Портрет Ян Чжуси. 1363 г. Гугун, Пекин. К фигуре ученого-поэта Ян Чжуси художник Ни Цзань пририсовал сосну и камни.

Ван И принадлежит первый известный теоретический трактат о портрете. Это небольшое по объему произведение, озаглавленное «О портрете», он написал в 1360 году. В трактате художник вслед за Су Ши утверждает, что «каждый, кто пишет портрет, должен знать правила физиомантии». Художник считал, что у портрета есть два начала: одно содержит эзотерический, мистический смысл, раскрываемый физиогномикой, другое — это орнаментально-графическая структура лица. Далее он описывает, как запечатлевает в памяти образ портретируемого, так, чтобы его можно было видеть даже с закрытыми глазами. Затем описывает технику живописи при изображении лица. И в конце сетует: «Нынешние пошлые ремесленники „играют на лютне, заклеив колки“, не знают путей творческого претворения (традиционных приемов). Они стремятся заставить изображаемого, поправив платье, напряженно сидеть, как глиняного болвана. Так и пишут. Поэтому на десять тысяч случаев ни одного удачного». Однако его собственное произведение, «Портрет Ян Чжуси» тоже трудно назвать удачным, особенно если сравнить с портретами эпохи Мин и Цин. Несмотря на то, что китайские надписи на этом произведении превозносят способность портретиста уловить «честность и почтительность» свойственные Ян Чжуси, лицо портретируемого совершенно не передает его внутренний мир, оно вежливо и невыразительно. Однако, как это принято в китайском портрете, поза, атрибуты, окружающие предметы являются символами, понятными образованному зрителю. Художник наделяет своего героя совершенно конкретными духовными качествами, придав ему определенный облик и окружив его неслучайными предметами — сосной и камнями, олицетворяющими честность, твердость и чистоту.

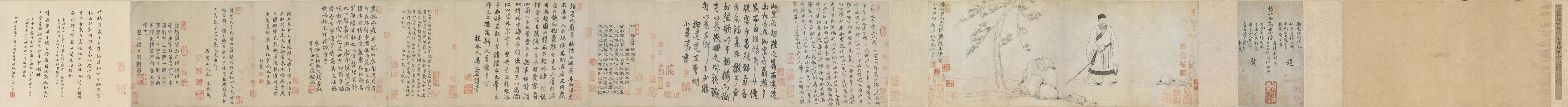
Ван И. Портрет Ян Чжуси. Свиток целиком. 1363 г. Гугун, Пекин.